# Copris jahi
Copris jahi là một loài bọ cánh cứng trong họ Bọ hung (Scarabaeidae).